# Hérépian
Hérépian là một xã trong vùng Occitanie, thuộc tỉnh Hérault, quận Béziers, tổng Saint-Gervais-sur-Mare. Tọa độ địa lý của xã là 43° 35' vĩ độ bắc, 03° 06' kinh độ đông. Hérépian nằm trên độ cao trung bình là 191 mét trên mực nước biển, có điểm thấp nhất là 178 mét và điểm cao nhất là 520 mét. Xã có diện tích 8,77 km², dân số vào thời điểm 1999 là 1370 người; mật độ dân số là 155 người/km².

## Thông tin nhân khẩu
| 1962  | 1968  | 1975  | 1982  | 1990  | 1999  |
| ----- | ----- | ----- | ----- | ----- | ----- |
| 1.122 | 1.135 | 1.126 | 1.157 | 1.241 | 1.368 |